# يوم الإصلاح
يوم الإصلاح هو عيد ديني مسيحي بروتستانتي يُحتفل به في 31 أكتوبر، مع عشية جميع المقدسات (عيد الهالووين) خلال ثلاثية عيد جميع القديسين، لإحياء ذكرى بداية الإصلاح.
وفقًا لفيليب ملانكتون، كان يوم 31 أكتوبر 1517 هو اليوم الذي علق فيه الألماني مارتن لوثر القضايا الخمس والتسعين على باب كنيسة جميع القديسين في فيتنبرغ، انتخابية ساكسونيا في الإمبراطورية الرومانية المقدسة. يجادل المؤرخون وغيرهم من الخبراء حول هذا الموضوع بأن لوثر ربما اختار عشية جميع المقدسات عن قصد لجذب انتباه عامة الناس، على الرغم من أن ذلك لم يثبت أبدًا. تشير البيانات المتاحة إلى أن 31 أكتوبر هو اليوم الذي أرسل فيه لوثر عمله إلى ألبريشت براندنبورغ، رئيس أساقفة ماينتس. لقد أثبِت ذلك، ويُنظر إليه الآن على أنه بداية الإصلاح جنبًا إلى جنب مع التعليق غير المؤكد (يبدو أن ملانكتون هو المصدر الوحيد لذلك) للأطروحات/المظالم الخمسة والتسعين على باب كنيسة جميع القديسين في نفس التاريخ.
تعتبر العطلة مهمة بالنسبة للكنائس الكالفينية واللوثرية، مع أن المجتمعات البروتستانتية الأخرى تميل أيضًا إلى الاحتفال باليوم. لم تعترف بها الكنيسة الرومانية الكاثوليكية إلا مؤخرًا، وغالبًا ما ترسل ممثليها الرسميين بروح مسكونية إلى مناسبات تذكارية مختلفة يقيمها البروتستانت. معترف بالعطلة قانونيًا ورسميًا في بعض دول ألمانيا والدول ذات السيادة مثل سلوفينيا وتشيلي. بالإضافة إلى ذلك، تقدم دول مثل سويسرا والنمسا تفاصيل في القوانين المتعلقة بالكنائس البروتستانتية، بينما لا تعلن رسميًا أنها عطلة وطنية.

## نبذة تاريخية
في 1516-1517، أرسِل يوهان تتسل، الراهب الدومينياكي والمفوض البابوي لصكوك الغفران، إلى ألمانيا لجمع الأموال لإعادة بناء كاتدرائية القديس بطرس في روما.
في 31 أكتوبر 1517، كتب مارتن لوثر إلى ألبريشت، رئيس أساقفة ماينتس وماغديبورغ، احتجاجًا على بيع صكوك الغفران. أرفق في رسالته نسخة من «مناظرة مارتن لوثر حول قوة وفعالية صكوك الغفران»، والذي أصبح يُعرف باسم الأطروحات الخمسة والتسعين. كتب هانز هيلربراند أن لوثر لم يكن لديه أي نية لمواجهة الكنيسة، لكنه رأى في خلافه اعتراضًا علميًا على ممارسات الكنيسة، وبالتالي فإن صيغة الكتابة «بحثية، وليس عقائدية». كتب هيلربراند أنه ما يزال هناك تحدٍ خفي في العديد من الأطروحات، لا سيما في الأطروحة 86، التي تسأل: «لماذا لا يبني البابا، الذي أصبحت ثروته اليوم أكبر من ثروة كراسوس الأغنى، كاتدرائية القديس بطرس بأمواله وليس بأموال المؤمنين الفقراء؟»
اعترض لوثر على قول منسوب إلى يوهان تتسل مفاده «بمجرد أن ترن العملة المعدنية في الصندوق، تتخلص الأرواح من العذاب». أصر على أن الغفران يمنحه الله وحده، بالتالي فأولئك الذين ادعوا أن الغفران أعفى المشترين من جميع العقوبات ومنحهم الخلاص كانوا مخطئين. قال إن المسيحيين يجب ألا يتراخوا في اتباع المسيح بسبب هذه الضمانات الكاذبة.
وفقًا لفيليب ملانكتون، كتب لوثر عام 1546 «أطروحات عن صكوك الغفران ونشرها في كنيسة جميع القديسين في 31 أكتوبر 1517»، وهو حدث يُنظر إليه الآن على أنه شرارة الإصلاح. شكك بعض العلماء في رواية ملانكتون، لأنه لم ينتقل إلى فيتنبرغ إلا بعد عام ولا يوجد دليل معاصر على نشر لوثر للأطروحات. يعارض آخرون أن مثل هذه الأدلة غير ضرورية لأنه كان من المعتاد في جامعة فيتنبرغ الإعلان عن الخلاف من خلال نشر الأطروحات على باب كنيسة جميع القديسين، والمعروفة أيضًا باسم «كنيسة القلعة».
تٌرجمت الأطروحات الخمسة والتسعين بسرعة من اللاتينية إلى الألمانية، وطُبعت، ونُسخت على نطاق واسع، فأصبحت الأطروحات واحدة من أولى النقاشات التي ساعدت فيه المطبعة في التاريخ. في غضون أسبوعين، انتشرت نسخ من الأطروحات في جميع أنحاء ألمانيا؛ وفي غضون شهرين في جميع أنحاء أوروبا.
انتشرت كتابات لوثر على نطاق واسع، ووصلت إلى فرنسا، وإنجلترا، وإيطاليا منذ عام 1519. احتشد الطلاب في فيتنبرغ لسماع لوثر يتحدث. نشر تعليقًا قصيرًا على رسالة غلاطية وعمله في المزامير. كان هذا الجزء الأول من مسيرة لوثر المهنية من أكثر أعماله إبداعًا وإنتاجًا. نُشرت ثلاثة من أشهر أعماله في عام 1520: النبالة المسيحية والأمة الألمانيّة، والسبي البابلي للكنيسة، وحرية المسيحي.
ينص نظام الرعية للكنيسة الجديدة في ريغنسبورغ على ضرورة مراعاة إصلاح المدينة في يوم الأحد الأول بعد 15 أكتوبر من كل عام. قد تكون هذه الوثيقة منذ عام 1567، ولكن التأريخ غير مؤكد. ينص نظام الكنيسة لعام 1569 في بوميرانيا على أنه تقرر الاحتفال بعيد الإصلاح في عيد القديس مارتن، الذي يصادف 11 نوفمبر. احتفِل بالذكرى المئوية للإصلاح، في جميع أنحاء المناطق البروتستانتية في ألمانيا، في الفترة منذ 31 أكتوبر وحتى 1 نوفمبر 1617، ولكن بدأ الاحتفال السنوي القياسي بعد ذلك بكثير، في وقت ما بعد الذكرى المئوية الثانية في عام 1717. أقام يوهان غيورغ الثاني، ناخب ساكسونيا، الاحتفال السنوي الأول في مناطقه في عام 1667.

## الأهمية
يحتفل مختلف البروتستانت بيوم الإصلاح، وخاصة الكنائس اللوثرية والإصلاحية. بسبب الحركات المسكونية، تميل بعض الجماعات المسيحية الأخرى الآن إلى الاعتراف أو المشاركة في خدمات الكنيسة للاحتفال بيوم الإصلاح. يشمل ذلك الكنيسة الكاثوليكية الرومانية، بالإضافة إلى الطوائف البروتستانتية المختلفة التي ليست لوثرية ولا إصلاحية، أي تفتقر إلى الصلة المباشرة بالأحداث الدينية في أوروبا القرن السادس عشر.
غالبًا ما تنقل الكنائس في الولايات المتحدة العطلة، بحيث تصادف يوم الأحد (يسمى يوم الإصلاح) في أو قبل 31 أكتوبر، مع انتقال عيد جميع القديسين إلى يوم الأحد في أو بعد 1 نوفمبر.

## المواقف الرومانية الكاثوليكية
في 31 أكتوبر 1999، وقع الاتحاد اللوثري العالمي والمجلس البابوي لتعزيز الوحدة المسيحية على الإعلان المشترك بشأن عقيدة التبرير، المتعلقة بقرار يضم بعض نقاط الخلاف العقائدي بين الكنائس اللوثرية الرئيسية والكنيسة الكاثوليكية (انظر أيضًا نقد البروتستانتية). اعترف المجلس الميثودي العالمي رسميًا بالإعلان في عام 2006.
في عام 2013، نشرت اللجنة الدولية المشتركة بين ممثلي الاتحاد العالمي اللوثري والكنيسة الكاثوليكية تقريرًا بعنوان «من الصراع إلى المناولة»، توقعًا للاحتفال اللوثري الكاثوليكي المشترك القادم بالإصلاح في 2017، جاء فيه «في 2017، سيحتفل المسيحيون اللوثريون والكاثوليك معًا بالذكرى الخمسمئة لبداية الإصلاح».

## احتفالات الذكرى السنوية
في ألمانيا، مع الحروب المتعلقة بالإصلاح التي وصلت إلى عام 1648، واستمرار العداء الكاثوليكي-البروتستانتي في جميع أنحاء أوروبا حتى أوائل القرن العشرين، كانت معظم احتفالات الإصلاح التالية ملوثة بدرجة من معاداة الكاثوليكية والقومية. في عام 1617، تركز الاحتفال بالإيمان على الأرثوذكسية اللوثرية، بينما في عام 1717، كان الاحتفال أكثر تركيزًا على التحرر من الحكم البابوي. احتفِل بلوثر بصفته أداة الله المنتخبة ضد عبودية بابل الرومانية الجديدة. في عام 1817، أثر الانتصار على نابليون على الاحتفالات وأدى إلى التوجه الوطني للذكرى: أصبح لوثر البطل الألماني والنموذج المثالي للبرجوازية؛ صُور مرارًا وتكرارًا في المسيرات الاحتفالية والمطبوعات الشعبية. أثار «لوثر الألماني» اهتمامًا واسعًا في عام 1917 أثناء الحرب العالمية الأولى عندما كانت الموضوعات القومية ما تزال مكررة، وفي الوقت نفسه، اكتسب بحثه الجاد في اللاهوت أهمية متزايدة.